# Le Joueur (film, 1997)
Pour plus de détails, voir Fiche technique et Distribution.
Le Joueur (The Gambler) est un film britannico-néerlando-hongrois réalisé par Károly Makk, sorti en 1997. Il s'agit d'une adaptation du roman russe Le Joueur de Fiodor Dostoïevski. 

## Synopsis
Dans ce film le personne de Dostoïevski se voit obligé d’écrire un roman de deux cents pages pour rembourser un éditeur. Pour ce faire il demande alors l’aide d’un sténographe

## Fiche technique
- Titre original : The Gambler
- Titre français : Le Joueur
- Réalisation : Károly Makk
- Scénario : Katharine Ogden, Charles Cohen et Nick Dear d'après Le Joueur de Fiodor Dostoïevski
- Musique : Brian Lock et Gerard Schurmann
- Pays d'origine : Royaume-Uni - Hongrie - Pays-Bas
- Genre : drame
- Date de sortie : 1997

## Distribution
- Michael Gambon : Fiodor Dostoïevski
- Jodhi May : Anna Snitkina
- Polly Walker : Polina
- Dominic West : Alexei
- Luise Rainer : Grand-mère
- William Houston : Pasha
- Johan Leysen : De Grieux
- John Wood : le Général
- Gijs Scholten van Aschat : Maikov
- Lucy Davis : Dunya
- Patrick Godfrey : Professeur Olkhin
- Tom Jansen : Stellovsky
- János Koltai
- Joska Pilissy : le croupier